# Ohio-klass (ubåt)
Ohio-klassen är en fartygsklass av kärnvapenbestyckade atomdrivna strategiska robotubåtar konstruerade för USA:s flotta.

## Historia
I början av 1970-talet började de äldre klasserna av strategiska ubåtar som gått i tjänst i den amerikanska flottan under det tidiga 1960-talet bli föråldrade. Detta och att huvudfienden Sovjetunionen kraftigt hade utvecklat sin förmåga att spåra och bekämpa ubåtar gjorde att en ny generations ubåt med bättre smygförmåga och större slagkraft behövdes. År 1971 kom så ett förslag på en ny typ av ubåt. Denna typ skulle bli längre och större än tidigare amerikanska ubåtar, få förbättrade sensorer, flera strategiska ballistiska robotar, och en tystare framdrivning. Utöver detta skulle även en ny typ av robot utvecklas parallellt med den nya ubåten. Denna skulle komma att utvecklas till Trident I. År 1973 godkände USA:s president utvecklingen av den nya roboten och året efter 1974, även konstruktionen av den nya ubåtsklassen.
Originalplanerna var att bygga tio ubåtar. Detta hade utökats till tjugo 1985. START 1-avtalen mellan USA och Sovjetunionen skulle dock begränsa denna siffra till 18 vilket blev det slutgiltiga antalet ubåtar som kom att byggas av Ohio-klassen. År 1981 togs den första ubåten med namnet Ohio i bruk och 1990 hade totalt elva ubåtar kommit i tjänst. De första åtta kom att bestyckas med "Trident 1"-robotar medan de efterföljande fick den uppgraderade versionen Trident II-robotar, som hade förbättrad elektronik och längre räckvidd. 1993 kom den dåvarande Clintonadministrationen med ett nytt förslag angående USA:s kärnvapenförmåga. Detta förslag, som var en minskning av antalet kärnvapen, betydde att de dåvarande planerna på 18 Ohio-ubåtar skulle minskas till 14.
Dåvarande presidenten Bill Clinton godkände förslaget i september 1994. I och med detta bestämdes att alla 18 ubåtarna skulle byggas men att de fyra äldsta skulle få sina ballistiska kärnvapenrobotar borttagna för att istället ersättas med konventionella robotar av typen Tomahawk. I september 1997 levererades den sista och 18:e Ohio ubåten till flottan och 2002 hade arbetet med ombyggnaden av de äldsta fyra startats.
Enligt det nya START-avtalet mellan USA och Ryssland från 2010 ska Ohio-klassen endast kunna bara 16 missiler per båt. För att åstadkomma detta kommer åtta missiltuber per ubåt att tas bort.

## Fartyg i klassen
Fartygen tillhörande Atlantflottan har sin hemmahamn vid Naval Submarine Base Kings Bay i Georgia och Stillahavsflottans fartyg är baserade vid Naval Submarine Base Bangor i delstaten Washington.

### USS Ohio (SSGN-726)
Tidigare SSBN-726.
- Varv: General Dynamics Electric Boat
- Kölsträckt: 10 april 1976
- Sjösatt: 7 april 1979
- I aktiv tjänst: 11 november 1981

### USS Michigan (SSGN-727)
Tidigare SSBN-727.
- Varv: General Dynamics Electric Boat
- Kölsträckt: 4 april 1977
- Sjösatt: 26 april 1980
- I aktiv tjänst: 11 september 1982

### USS Florida (SSGN-728)
Tidigare SSBN-728.
- Varv: General Dynamics Electric Boat
- Kölsträckt: 4 juli 1976
- Sjösatt: 14 november 1981
- I aktiv tjänst: 18 juni 1983

### USS Georgia (SSGN-729)
Tidigare SSBN-729.
- Varv: General Dynamics Electric Boat
- Kölsträckt: 7 april 1979
- Sjösatt: 6 november 1982
- I aktiv tjänst: 11 februari 1984

### USS Henry M. Jackson (SSBN-730)
Fartyget är namngivet efter framlidne senator Henry M. Jackson.
- Varv: General Dynamics Electric Boat
- Kölsträckt: 19 januari 1981
- Sjösatt: 15 oktober 1983
- I aktiv tjänst: 6 oktober 1984

### USS Alabama (SSBN-731)
- Varv: General Dynamics Electric Boat
- Kölsträckt: 27 augusti 1981
- Sjösatt: 19 maj 1984
- I aktiv tjänst: 25 maj 1985

### USS Alaska (SSBN-732)

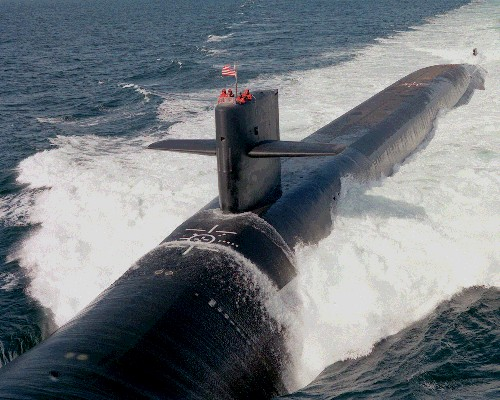
USS Alaska (SSBN-732)

- Varv: General Dynamics Electric Boat
- Kölsträckt: 9 mars 1983
- Sjösatt: 12 januari 1985
- I aktiv tjänst: 25 januari 1986

### USS Nevada (SSBN-733)
- Varv:
- Kölsträckt:
- Sjösatt:
- I aktiv tjänst:

### USS Tennessee (SSBN-734)
- Varv: General Dynamics Electric Boat, Groton, Connecticut
- Kölsträckt: 9 juni 1986
- Sjösatt: 13 december 1986
- I aktiv tjänst:17 december 1988-

### USS Pennsylvania (SSBN-735)
- Varv:
- Kölsträckt:
- Sjösatt:
- I aktiv tjänst:

### USS West Virginia (SSBN-736)
- Varv:
- Kölsträckt:
- Sjösatt:
- I aktiv tjänst:

### USS Kentucky (SSBN-737)
- Varv:
- Kölsträckt:
- Sjösatt:
- I aktiv tjänst:

### USS Maryland (SSBN-738)
- Varv:
- Kölsträckt:
- Sjösatt:
- I aktiv tjänst:

### USS Nebraska (SSBN-739)
- Varv:
- Kölsträckt:
- Sjösatt:
- I aktiv tjänst:

### USS Rhode Island (SSBN-740)
- Varv:
- Kölsträckt:
- Sjösatt:
- I aktiv tjänst:

### USS Maine (SSBN-741)
- Varv:
- Kölsträckt:
- Sjösatt:
- I aktiv tjänst:

### USS Wyoming (SSBN-742)
- Varv:
- Kölsträckt:
- Sjösatt:
- I aktiv tjänst:

### USS Louisiana (SSBN-743)
- Varv: General Dynamics Electric Boat
- Kölsträckt: 23 oktober 1992
- Sjösatt: 27 juli 1996
- I aktiv tjänst: 6 september 1997